# Bataille de Krésna
Pour les articles homonymes, voir Krésna.
Deuxième Guerre balkanique
La bataille de Kresna fut livrée pendant la Deuxième Guerre balkanique. Elle opposa la Grèce à la Bulgarie du 22 au 31 juillet (9 au 18 juillet calendrier julien) 1913. Ce fut la dernière bataille du conflit.

## Phase ultime: contre-attaque bulgare
Les derniers affrontements eurent lieu à partir du 29 juillet.
Sur le « front serbe », les IVe et Ve armées bulgares réussirent à repousser les forces serbes et monténégrines à Kalimantsi le 19 juillet. Moins menacée de ce côté, les troupes bulgares tentèrent alors une contre-attaque contre les troupes grecques dans les gorges de Kresna. Cette vallée encaissée du Strymon dans les Rhodopes au sud de Blagoevgrad constituait une excellente position défensive. De plus, les forces grecques étaient épuisées et au bout de leurs lignes de ravitaillement prêtes à rompre. Le gouvernement de Venizélos songeait à négocier un armistice. Le Premier ministre se rendit au quartier-général pour tenter de convaincre le roi et commandant en chef. Mais, Constantin Ier désirait une victoire militaire décisive. Des éléments des IIe, IVe et Ve armées bulgares qui se repliaient furent regroupés et réorganisés à l'entrée des gorges. Elles y furent rejointes par la Ire armée qui arrivait du nord-ouest du pays. Le 29 juillet, les forces bulgares passèrent à l'attaque.
Le flanc gauche bulgare était chargé de contenir les Serbes tandis que le centre et le flanc droit avançaient sur les Grecs. Les flancs gauche et droit des Grecs furent repoussés dans les vallées du Strymon et de la Mesta poursuivis par les Bulgares. Ceux-ci étaient même en position de complètement encercler les troupes grecques. Les Grecs, en mouvement, ne pouvaient utiliser leur principal atout : l'artillerie qui ne pouvait se déplacer facilement sur ce terrain accidenté et qui n'avait jamais le temps de se mettre en batterie. Le manque de coordination entre les forces grecques et serbes vint s'ajouter aux difficultés grecques : leurs alliés ne pouvaient leur apporter un soutien efficace. Il semblerait aussi que le gouvernement serbe était inquiet des succès militaires grecs et craignait de perdre Bitola. L'inefficacité de l'aide serbe eut donc aussi peut-être une raison politique. Le 30 juillet, les forces grecques étaient au bord de l'annihilation totale. Le roi - commandant en chef, qui risquait d'être fait prisonnier, envoya un télégramme à son Premier ministre à Bucarest : « Mon armée est physiquement et moralement épuisée. Dans ces conditions, je ne peux plus refuser un armistice ou un cessez-le-feu. »
Les Grecs et leur roi furent en fait sauvés par le gouvernement bulgare qui suggéra de son côté un cessez-le-feu car Sofia était menacé par les Roumains. Cette ultime défaite grecque ou ultime victoire bulgare ne changea pas le cours général du conflit mais permit à la Bulgarie d'espérer conserver au moins une partie de ses conquêtes de la première guerre balkanique.

## Une victoire contestée
Les deux belligérants considèrent qu'ils ont remporté cette bataille. Les Bulgares disent avoir réussi à arrêter l'avancée grecque. Les Grecs considèrent qu'ils ont résisté aux assauts bulgares et qu'ils ont finalement fini par prévaloir sur le champ de bataille.
Les vainqueurs les moins incertains sont les Ottomans qui profitent du conflit entre Grecs et Bulgares pour reprendre l'initiative contre ces derniers et remporter la deuxième bataille d'Andrinople (el), le 21 juillet 1913, qui leur permet de récupérer une partie du territoire perdu en Thrace orientale (pour les Ottomans, le vilayet d'Andrinople).

## Sources
- (en) Richard C. Hall, The Balkan Wars, 1912-1913 : prelude to the First World War, London New York, Routledge, coll. « Warfare and history », 2000, 176 p. (ISBN 978-0-415-22946-3 et 978-0-415-22947-0)
- Raphaël Schneider, « Les guerres balkaniques (1912-1913) », revue Champs de Bataille, no 22, juin-juillet 2008.